# Estádio Olímpico Universitário
O Estádio Olímpico Universitário é um estádio localizado na Cidade do México, México. É a casa do time de futebol Club Universidad Nacional UNAM.
Começou a ser construído em 1950, sendo inaugurado em 20 de novembro de 1952. Tem capacidade para 48.297 torcedores e já sediou as mais importantes competições esportivas, como:
- Jogos Olímpicos de Verão de 1968;
- 2 Jogos Panamericanos: 1955 e 1975
- Universíada de Verão de 1979

## Copa do Mundo FIFA de 1986
Hospedou quatro partidas da Copa do Mundo de 1986. 
| Data        | 1ª equipe     | Placar | 2ª equipe     | Fase    | Público |
| ----------- | ------------- | ------ | ------------- | ------- | ------- |
| 2 de junho  | Argentina     | 3–1    | Coreia do Sul | Grupo A | 60 000  |
| 5 de junho  | Coreia do Sul | 1–1    | Bulgária      | Grupo A | 45 000  |
| 10 de junho | Argentina     | 2–0    | Bulgária      | Grupo A | 65 000  |
| 17 de junho | França        | 2–0    | Itália        | Oitavas | 70 000  |